# Démolition de Dhul Khalasa
Démolition de Dhul Khalasa se déroula en avril et mai 632 AD, en 10AH du Calendrier Islamique. Dhul Khalasa est considéré à la fois comme une idole et un temple, et était connu par certains comme la Ka'ba du Yemen, construite et vénérée par les tribus païennes, Mahomet envoya une partie de ses disciples dans le but de la détruire,,,.